# 岩本えり子
岩本 えり子（いわもと えりこ、1952年〈昭和27年〉8月18日 - 2008年〈平成20年〉10月19日）は、日本の女性ミュージシャン、作詞家。旧姓：桑田（くわた）。神奈川県茅ヶ崎市出身。
弟はサザンオールスターズのバンドマスターである桑田佳祐、義妹（弟嫁）はサザンオールスターズのメンバーでシンガーソングライターの原由子。

## 来歴・人物
1975年渡米。モントレー大学に学び、通訳などをしながら、一般人と結婚。出産子育てをする。1996年帰国。茅ヶ崎の海の景観を守る「はまけい」代表を務めた。弟である佳祐によると、えり子とは腹違い（異母姉弟）であるという。
1995年に乳癌を患いのちに克服したが、2008年初頭には末期の膵臓癌が判明。佳祐が国内やハワイから名医を紹介するなどの全面的な治療へのサポートを行ったが、10月19日に56歳で死去したことを同月22日に佳祐が所属するアミューズから報道各社にFAXを通じて発表。同月25日に神奈川県藤沢市で葬儀・告別式が密葬で営まれた。また、同日放送分の『桑田佳祐のやさしい夜遊び』（TOKYO FM）の内容がえり子を追悼するものに変更された。
父親が仕事で多忙だったため、えり子が子守唄代わりに佳祐の枕元で歌謡曲やビートルズを歌ってきかせた事もあったという。一部報道ではえり子は佳祐の事を「親代わり」として献身的に面倒を見たと報じた所もあったが、佳祐は「そんなかいがいしい女ではない」「めしなんて作ってもらったことない」「僕は姉の手下でした」といったことを述べている。
佳祐の話によると高校時代は大食いで、体重も70キログラム以上あり、毎朝パンを1斤食べていたという。
佳祐によると、学生時代は「ジョン・レノンと結婚する」という夢を持っていたといい、ジョンがオノ・ヨーコと結婚した際には、辻堂に存在するオノの実家で頻繁に抗議運動をし、佳祐も強制的に連れていかされ、石を投げさせられた。
別府杉乃井ホテルの仲居をしていた時期がある。
サザンのシングル「いとしのエリー」のモデルともいわれることがあるが、佳祐は「エリー」のフレーズを「何だか口を吐いて出てきたのが歌詞になった」と述べている。
サザンおよび佳祐のソロの楽曲の中で「黄昏のサマー・ホリデイ」「HOLD ON (It's Alright)」「LONELY WOMAN」の英語歌詞を補作した。

## 著書
- 『エリー 茅ヶ崎の海が好き。』（講談社、2008年12月発行）ISBN 9784062152341

## 演じた人物
- 須藤理彩 - 『茅ヶ崎物語 〜MY LITTLE HOMETOWN〜』（2017年）